# Sollentuna kontrakt
Sollentuna kontrakt är ett kontrakt inom Svenska kyrkan i Stockholms stift
Kontraktskoden är 1314. 

## Administrativ historik
Kontraktet bildades 1995 av 
från Birka kontrakt
- Sollentuna församling
- Eds församling
- Järfälla församling som 1992 delades upp i Viksjö, Kallhälls, Jakobsbergs och Barkarby församlingar, vilka 2010 återgick och återbildade Järfälla församling

från Roslags kontrakt
- Fresta församling
- Hammarby församling

## Kontraktsprostar
| Ämbetstid | Namn           | Levnadstid | Kommentarer                       |
| --------- | -------------- | ---------- | --------------------------------- |
| 2018–     | Krister Kappel |            | Kyrkoherde i Järfälla församling. |